# Federación Puertorriqueña de Fútbol
La Federación Puertorriqueña de Fútbol (en inglés Puerto Rican Soccer Federation) es una asociación que reagrupa los clubes de fútbol de Puerto Rico y es el que organiza los partidos de la Selección de fútbol de Puerto Rico, de la Selección femenina de fútbol de Puerto Rico, de la Superliga de Puerto Rico, de la Copa de Puerto Rico y de la Supercopa de Puerto Rico.

## Historia
Teniendo una única relación con los Estados Unidos, la gobernación del fútbol en Puerto Rico ha sido diferente al formato tradicional. En los años recientes la federación ha intentado mejorar la historia insuficiente de la isla.
En 2019, Iván Rivera fue nombrado presidente de la Federación Puertorriqueña Fútbol.